# Jesús María (Argentinien)

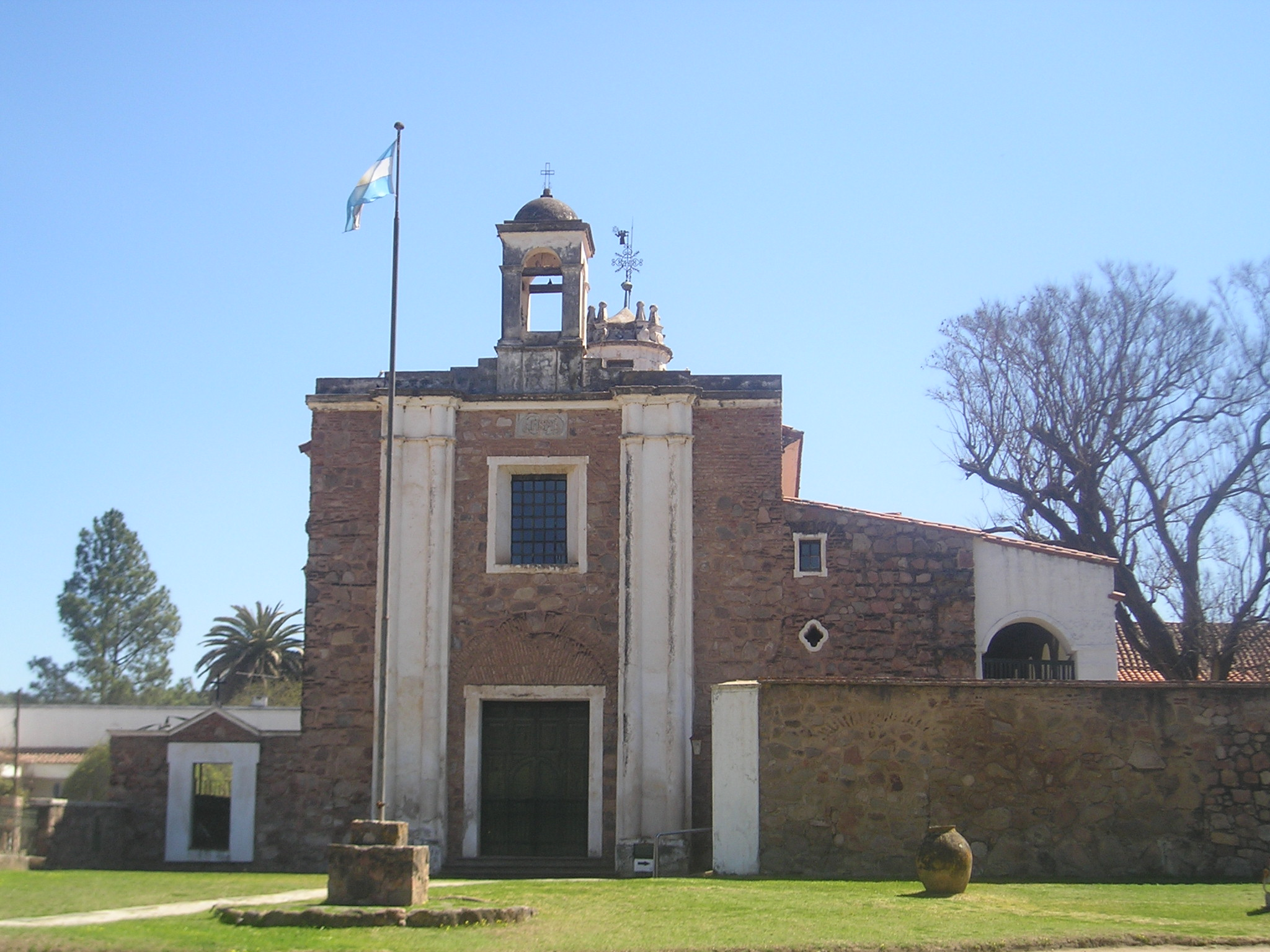
Estancia Jesús María (2007)

Jesús María ist eine Stadt in Zentral-Argentinien. Sie ist die Hauptstadt des Departamentos Colón im Norden der Provinz Córdoba und hat 31.602 Einwohner. Zusammen mit der im Südwesten direkt anschließende Nachbarstadt Colonia Caroya und dem schnell wachsenden Sinsacate bildet sie eine kleine Agglomeration mit 40.631 Einwohnern (Daten: Volkszählung 2001 des INDEC).

## Geschichte
Jesús María entwickelte sich aus einer Estancia, die ab 1576 in der Gegend eingerichtet wurde und sich vor allem dem Weinbau widmete. Sie gehörte ab 1618 den Jesuiten, bis zu deren Vertreibung 1767. Der lagrimilla, der erste amerikanische Wein, der ins spanische Königshaus gelangte, kam aus dieser Estancia. Die Gebäude gehören, genauso wie die Estancia im benachbarten Colonia Caroya und gemeinsam mit anderen Baudenkmälern in und um Córdoba seit 2000 zum Weltkulturerbe der UNESCO.
Der eigentliche Ort entstand erst 1873, als der damalige Besitzer Pio León einem Eisenbahnkonzern die Genehmigung erteilte, durch seine Ländereien die Strecke zwischen Córdoba und San Miguel de Tucumán zu bauen, und daher an dieser Stelle den Ort anlegte.

## Geografie
Die Stadt liegt etwa 45 Kilometer nördlich der Provinzhauptstadt Córdoba in einer leicht welligen Ebene, die zur Landschaft des Gran Chaco gezählt wird. Von der ursprünglichen Trockenwaldlandschaft sind in der Region wegen der starken landwirtschaftlichen Aktivität nur wenige Reste übriggeblieben. Das Klima ist subtropisch mit warmen, feuchten Sommern und sehr milden, trockenen Wintern.

## Wirtschaft
Die Wirtschaft von Jesús María wird von Landwirtschaft, Viehzucht und industrieller Lebensmittelproduktion geprägt. Der Vorort Colonia Caroya ist vor allem für seine Salami- und Weinspezialitäten bekannt.

## Tourismus
In Jesús María findet das Festival de Doma y Folklore statt, das der Folkloremusik und der Zureitung von unberittenen Pferden, der so genannten Doma, gewidmet ist. Es findet in einem eigens eingerichteten Stadion statt und gehört zu den größten Folklore-Festivals Argentiniens. In Colonia Caroya sind Besuchermagneten der Karneval und das Salami-Festival.